# Елиот Лејк (Онтарио)
Елиот Лејк (енгл. Elliot Lake) је град у Канади у покрајини Онтарио. Према резултатима пописа 2011. у граду је живело 11.348 становника.

## Становништво
Према резултатима пописа становништва из 2011. у граду је живело 11.348 становника, што је за 1,7% мање у односу на попис из 2006. када је регистровано 11.549 житеља.
| 2006.  | 2011.  | 2016.  |
| ------ | ------ | ------ |
| 11.549 | 11.348 | 10.741 |